# Чемпионат мира по шорт-треку среди команд 2004
Чемпионат мира по шорт-треку среди команд 2004 года проходил 13 - 14 марта в  Санкт-Петербурге (Россия).

## Система состязаний
Для участия в чемпионате автоматически квалифицировались первые восемь стран по итогам кубка мира. По 4 конькобежца от каждой страны участвовало в гонках на 500 м и на 1000 м, по 2 конькобежца — в гонке на 3000 м, плюс проходило первенство в эстафете (на 3000 м для женщин, на 5000 м — для мужчин).

## Участники чемпионата

### Мужчины
| Место | Участники        | Очки |
| ----- | ---------------- | ---- |
| 1     | Республика Корея | 42   |
| 2     | Канада           | 34   |
| 3     | Италия           | 20   |
| 4     | Китай            | 19   |
| 5     | Япония           | -    |
| 6     | Великобритания   | -    |
| 7     | Россия           | -    |
| 8     | Франция          | -    |

### Женщины
| Место | Участники        | Очки |
| ----- | ---------------- | ---- |
| 1     | Республика Корея | 47   |
| 2     | Китай            | 37   |
| 3     | Италия           | 22   |
| 4     | Канада           | 15   |
| 5     | Россия           | -    |
| 6     | Япония           | -    |
| 7     | Венгрия          | -    |

## Призёры чемпионата

### Мужчины
| Дисциплина | Золото                                                                           | Серебро                                                                                       | Бронза                                                                                         |
| ---------- | -------------------------------------------------------------------------------- | --------------------------------------------------------------------------------------------- | ---------------------------------------------------------------------------------------------- |
| Команды    | Республика Корея · Ан Хён Су · Ли Сын Джэ · Сон Сок У · Ким Хён Гон · Со Хо Джин | Канада · Жан-Франсуа Монетт · Шарль Амлен · Матье Тюркотт · Джонатан Гильметт · Стив Робиллар | Италия · Фабио Карта · Никола Франческина · Никола Родигари · Микеле Антониоли · Роберто Серра |

### Женщины
| Дисциплина | Золото                                                                             | Серебро                                                         | Бронза                                                                              |
| ---------- | ---------------------------------------------------------------------------------- | --------------------------------------------------------------- | ----------------------------------------------------------------------------------- |
| Команды    | Республика Корея · Ким Мин Джи · Чхве Ын Гён · Пён Чхон Са · Чхо Хэ Ри · Ко Ги Хён | Китай · Чжу Милэй · Фу Тяньюй · Лю Сяоин · Ван Мэн · Чэн Сяолэй | Италия · Марта Капурсо · Мара Дзини · Катя Дзини · Катя Боррелло · Эвелина Родигари |